# Gunnar Hedlund

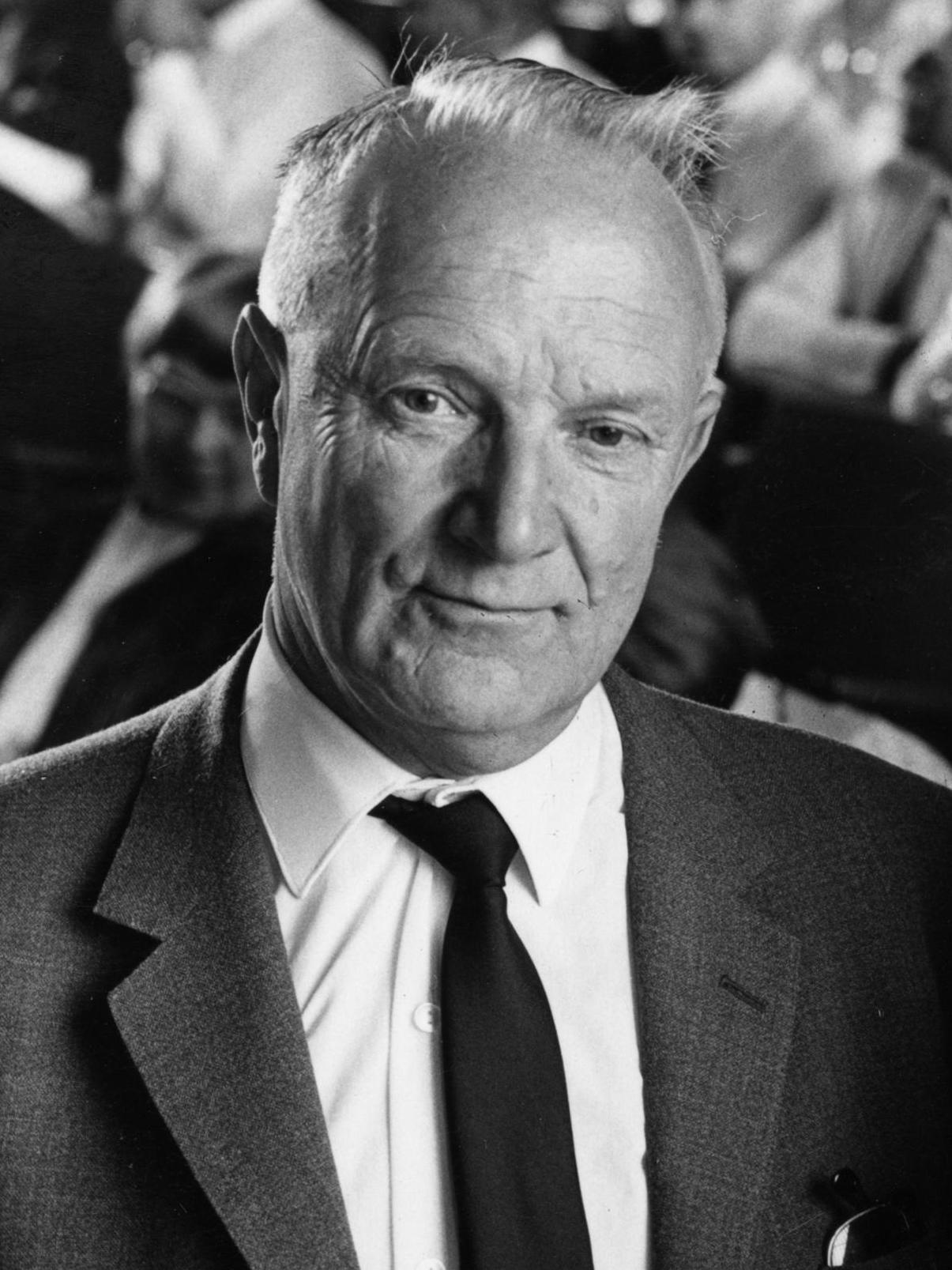
Gunnar Hedlund (1966)

Gunnar Hedlund (* 1. September 1900 in Helgum, Ångermanland; † 26. November 1989 in Lidingö) war ein schwedischer Politiker der Centerpartiet. Er war von 1942 bis 1976 Mitglied des Reichstags, von 1949 bis 1971 Vorsitzender seiner Partei und von 1951 bis 1957 Innenminister Schwedens.

## Leben und politische Karriere
Hedlund stammte aus einer Bauernfamilie in der nordschwedischen Region Ångermanland. Er absolvierte ein Jurastudium und promovierte 1938 an der Universität Uppsala zum Dr. jur. 
Er trat 1924 der Bauernpartei Bondeförbundet bei, für die er zwei Jahre später in den Gemeinderat von Helgum gewählt wurde. Als Nachrücker für einen ausgeschiedenen Abgeordneten zog er 1942 in die Zweite Kammer des schwedischen Reichstags ein. Bei der Reichstagswahl 1944 wurde er als Abgeordneter bestätigt und gehörte dem Parlament dann zehn Legislaturperioden bis 1976 an. 
Als Nachfolger Axel Pehrsson-Bramstorps wählte der Bondeförbundet Hedlund 1949 zum Parteivorsitzenden. Unter seiner Führung entwickelte sich die Klientelpartei der Landwirte zu einer Vertretung der ländlichen Regionen und der politischen Mitte und benannte sich folglich 1957 in Centerpartiet (Zentrumspartei) um. Hedlund hatte den Parteivorsitz über zwei Jahrzehnte inne. Er setzte sich 1951 für die Bildung einer Koalition aus Sozialdemokraten und Bauernbund ein und war anschließend in der Regierung von Tage Erlander Innenminister. 

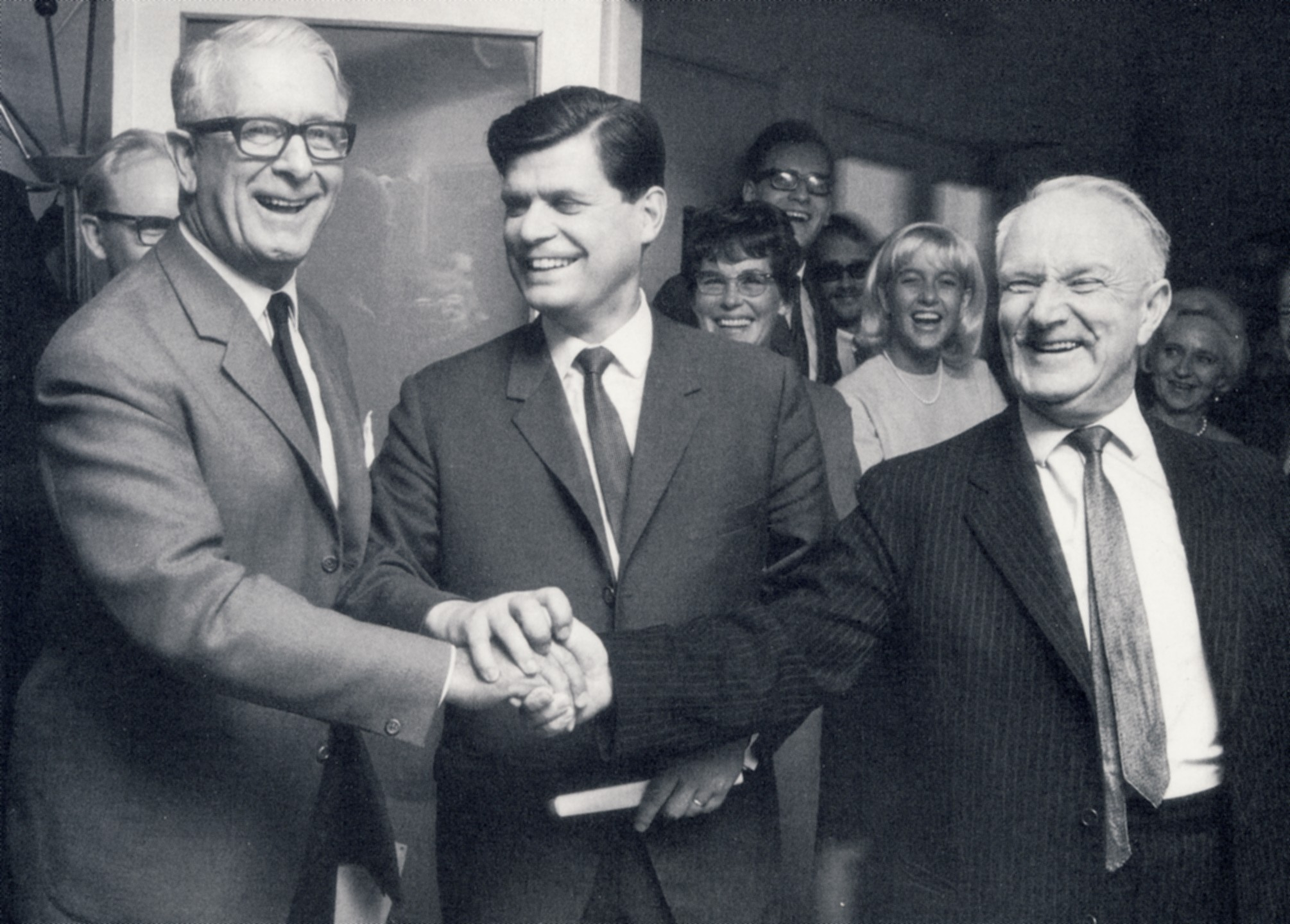
Hedlund (rechts) mit den Vorsitzenden der Volkspartei und der Moderaten, Bertil Ohlin und Yngve Holmberg, 1966

Nach dem Zerbrechen der Koalition mit den Sozialdemokraten war die Centerpartiet ab 1957 in der Opposition. Sie wuchs aber Ende der 1960er-Jahre zur zweitstärksten Kraft, die zunehmend auch von Stadtbewohnern gewählt wurde, und steigerte sich bei der Reichstagswahl 1970 auf fast 20 Prozent der Stimmen. Danach übergab Hedlund den Parteivorsitz 1971 an Thorbjörn Fälldin.